# Nowa Wioska (powiat krośnieński)
Nowa Wioska (niem. Neudörfel, łuż. Wjaska) – wieś w Polsce położona w województwie lubuskim, w powiecie krośnieńskim, w gminie Gubin.
W latach 1975–1998 miejscowość należała administracyjnie do województwa zielonogórskiego.
Wieś pierwszy raz w roku 1541 urzędowo nazwana została (niem. Newdorffgyn). W 1947 roku we wsi rozpoczęto sporządzać plan miejscowego zagospodarowania i regulację gruntów. Związane to było z przebudową ustroju rolnego. Osiedlonych zostało 20 rodzin w tym 19 rolników i 1 rzemieślnik. W 1952 roku było 21 gospodarstw. Powołano we wsi Rolne Zrzeszenie Spółdzielcze im. „Zielony Sztandar”, które w 1957 roku zostało rozwiązane. Od 2008 roku wieś posiada sieć wodną.